# Преждо Людмила Миколаївна
Преждо Людмила Миколаївна (народилася 1944 рік) — українська вчена, доктор технічних наук. Ректорка приватного закладу вищої освіти — Гуманітарно-технічного інституту (1996—2007) в Харкові.

## Життєпис
Людмила Преждо народилася у 1944 році, вищу освіту здобувала на інженерно-фізичному факультеті Харківського політехнічного інституту. Продовжила навчання в інституті на очній аспірантурі при кафедрі «Теорія механізмів і машин». Після успішного захисту кандидатської дисертації, почала працювати у політехнічному інституті на посаді асистента. У 1996 році захистила у Москві дисертацію на здобуття наукового ступеня доктора технічних наук. У квітні того ж року очолила постійне представництво московського Сучасного гуманітарного університету у Харкові. Наступного року стала ректором створеного з представництва окремого Гуманітарно-технічного інституту, який очолювала до його закриття у 2007 році.
Має вчене звання професора, дійсний член Міжнародної академії інформатизації. Нагороджена орденом «Знак пошани».
З юнацтва займається спортом, отримала перший розряд з волейболу, статус кандидата у майстри спорту з настільного тенісу та знак «Турист СРСР». Її чоловік та син також мають ступінь доктора наук і звання професора.

## Науковий доробок
Наукові статті та інтерв'ю з Тищенка друкували в таких виданнях: «Харківський колегіум», «Вістник ХНУ», «Постметодика», «Право и образование», «Бізнес Інформ». З 1996 року займається питаннями дистанційної освіти.
- Распределение тепла в твердеющем бетоне // Известия вузов. Строительство и архитектура. — Вып. 9. — 1990. — С. 53—55.
- Структурно-функциональная иерархия построения автоматизированных систем // Аналитический обзор. 112-92-АО — Харьков: Укринформ, 1992. — 26 с.
- Компьютерное обучение в виртуальном учебном пространстве. // Новий колегіум. — № 1. — 2000.
- ГТИ: пятилетие // Сборник трудов СГИ. — № 35. — 2001—184 с.
- Украина: социум и проблемы образования. // Право и образование. — № 1. — 2000.